# ルベン族
ルベン族(ルベンぞく、ヘブライ語：שֵׁבֶט רְאוּבֵן)はイスラエルの12氏族の内の一部族である。ヤコブとレアの第1子のルベンを祖としている。

## 歴史
ルベン族は、エノク族、パル族、ヘツロン族、カルミ族の4氏族によって構成されていた。出エジプト後は、シェデウルの子エリツルがルベン族の長、分団のかしらとして活躍した。
旗印に従って進む時は、ルベンの宿営には、シメオン族とガド族が属し、ユダ族の宿営に次に進んだ。カナンの地を探る斥候として、ルベン族からは、ザクルの子シャムアが派遣された。
モーセとアロンに謀反を起こしたレビ人コラに共謀したのは、ルベン族のエリアブの子ダタンとアビラム、ペレテの子オンであった。
最初の人口調査では、20歳以上の男子が46,500人であった。38年後の第2回目の人口調査では、43,730であった。
ルベン族には、家畜が多かったので、ヨルダン川の東側のギルアデの地を相続地として、ガド族、マナセ族と共にモーセに求めた。そして、彼らがヨルダン川を渡りカナンの地が征服されるまでは、他の部族と共に戦うという条件付で許可され、ルベン族はガド族とマナセ族と共に戦った。
相続地は、東はアモン人と国境を接し、北はヨルダン川と死海、南はアルノン川を境として、西はヨルダンのベテ・ニムラの南の地点からヘシュボンにいたる線をガドの相続地との境とした。
ルベン族は天然の防御がなかったので、東と南から外敵による侵略にさらされた。
そして、カナンの征服が完了した後に、ヨルダン川の東の所有地に帰還し、祭壇を築いたが、それが疑惑を招いた。
士師の時代にはシセラの戦いには協力せず、デボラに責められた。ハガル人との戦いにおいては神に助けを求めた、勝利した。
エゼキエル書に登場する門の一つには、ルベン族の名がつけられており、ヨハネの黙示録にも、イスラエルの子孫の印を押されている中にルベン族が含まれている。